# Morte e funeral de Estado de Mustafa Kemal Atatürk
Mustafa Kemal Atatürk, o primeiro presidente da República da Turquia, morreu no Palácio Dolmabahçe, sua residência oficial em Istambul, em 10 de novembro de 1938. Seu funeral de Estado foi realizado na capital Ancara em 21 de novembro, e contou com a presença de dignitários de dezessete nações. Seu corpo permaneceu no Museu de Etnografia de Ancara até 10 de novembro de 1953, o décimo quinto aniversário de sua morte, quando seus restos mortais foram levados para seu local de descanso final em Anıtkabir.

## Saúde e morte
Durante 1937, começaram a aparecer indicações de piora na saúde de Atatürk. Em 1938, enquanto ele estava em uma viagem a Yalova, ele sofreu de uma doença grave. Após um curto período de tratamento em Yalova, uma melhora aparente em sua saúde foi observada, mas sua condição piorou novamente após suas viagens primeiro para Ancara, e depois para Mersin e Adana. Após seu retorno a Ancara em maio, ele foi recomendado a ir para Istambul para tratamento, onde foi diagnosticado com cirrose hepática.
Durante sua estadia em Istambul, ele se esforçou para manter seu estilo de vida regular por um tempo, liderando a reunião do Conselho de Ministros, trabalhando na questão do Hatay, e hospedando o rei Carlos II da Romênia durante sua visita em junho. Ele ficou a bordo de seu iate recém-chegado, Savarona, até o final de julho, após o qual sua saúde piorou novamente e então ele se mudou para um quarto arranjado para ele no Palácio Dolmabahçe.
A certidão de óbito de Atatürk, assinada por nove professores de medicina, declarou oficialmente que o fundador e presidente da República Turca havia morrido às 09:05, horário local, em 10 de novembro de 1938, na residência estatal do Palácio Dolmabahçe, em Istambul, devido à sua doença de longa duração.

## Serviços
Os preparativos começaram para o funeral de Estado de Atatürk, organizado pelos principais oficiais. No entanto, nenhuma decisão foi tomada ainda para o local de descanso final. No dia seguinte, em 11 de novembro, o parlamento em Ancara se reuniu e elegeu İsmet İnönü como o novo presidente.

### Serviço religioso
Nenhum serviço funerário religioso foi previsto inicialmente. No entanto, sua irmã Makbule Atadan, que ficou no palácio por vários dias, insistiu em um serviço funerário religioso a ser realizado em uma mesquita, como é normalmente o caso, antes que o corpo de seu irmão fosse transferido para Ancara. Ela foi posteriormente convencida pelo Presidente de Assuntos Religiosos Rifat Börekçi de que um serviço funerário islâmico também pode ser realizado fora de uma mesquita.
A oração fúnebre foi conduzida às 08:10 hora local na manhã de 19 de novembro por Şerefettin Yaltkaya, Diretor do Instituto de Estudos islâmicos. Durante a cerimônia religiosa, fotografias não foram permitidas. A oração fúnebre foi assistida por pessoas que eram próximas a ele, alguns generais, oficiais religiosos, servos do palácio e o major hafız Yaşar Okur, que serviu com Atatürk por quinze anos.

### Catafalco
O Prof. Mehmet Kâmil Berk, um dos signatários da certidão de óbito, amarrou o maxilar de Atatürk com um lenço de seda e seus dedões dos pés com uma bandagem, conforme os ritos islâmicos. Como o enterro seria adiado, seu corpo foi embalsamado pelo patologista Prof. Lütfi Aksu, que veio para esse propósito da Academia Médica Militar Gülhane (GMMA) em Ancara. Seu corpo então ficou em repouso enquanto sua irmã Makbule Atadan, altos funcionários e oficiais do governo e outras pessoas influentes vieram em horários específicos para prestar suas homenagens.
O corpo de Atatürk foi colocado em um caixão de mogno revestido de zinco e madeira de nogueira. O caixão coberto com a bandeira foi colocado em 16 de novembro no salão de recepção do palácio em um catafalco. Ele foi ladeado por três tochas altas de cada lado, simbolizando os seis pilares do kemalismo, e coroado por grinaldas.
Durante três dias, milhares de pessoas em luto prestaram suas homenagens passando pelo catafalco, onde uma guarda de honra de oficiais estava de vigília.

### Transferência para a capital
Após a oração fúnebre, o caixão de Atatürk foi retirado do Palácio Dolmabahçe, colocado em um armão puxado por cavalos e levado em frente a um cortejo para o Parque Gülhane. Do Cabo do Serralho, um barco torpedeiro o encaminhou para o cruzador de batalha TCG Yavuz. Navios da marinha turca e embarcações estrangeiras escoltaram o Yavuz com o caixão de Atatürk a bordo até Büyükada. O Yavuz carregou o corpo de Atatürk para İzmit.
Posteriormente, o caixão de Atatürk foi transferido para um trem funerário em Izmit que o trouxe para Ancara, chegando no dia seguinte, em 20 de novembro. Em Ancara, o presidente İsmet İnönü, o presidente do Parlamento Abdülhalik Renda, o primeiro-ministro Celal Bayar, ministros do governo, o chefe do Estado-Maior Geral, marechal Fevzi Çakmak, oficiais de alta patente e membros do parlamento estavam todos presentes durante a chegada do trem funerário na Estação Central de Ancara.

## Funeral de Estado
O caixão de Atatürk foi levado em um armão para o edifício da Grande Assembleia Nacional da Turquia em Ulus, onde foi colocado em um catafalco em frente ao edifício do parlamento para ser velado. Milhares de moradores de Ancara prestaram suas homenagens.

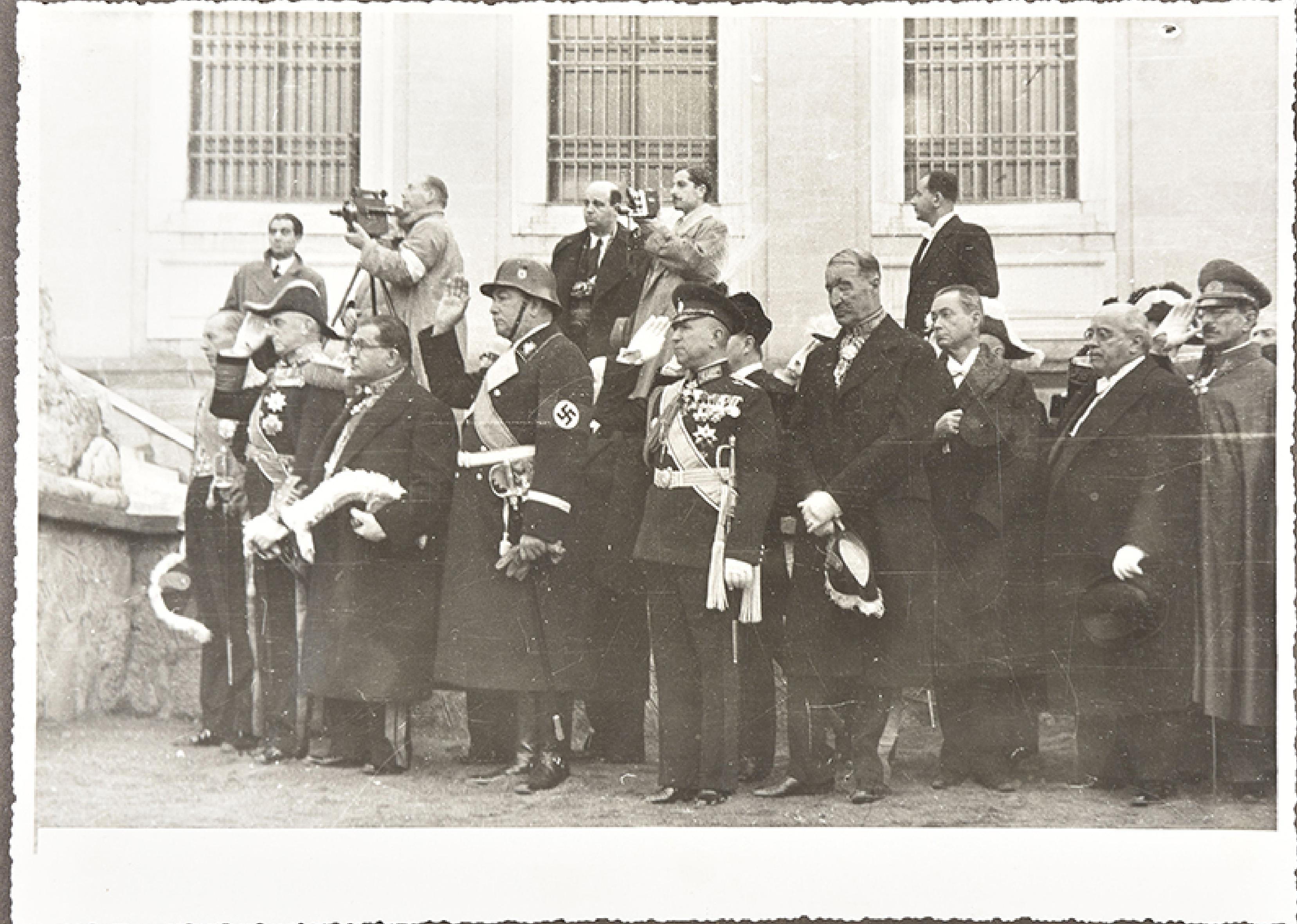
Autoridades de Estado estrangeiras no funeral

No dia seguinte, em 21 de novembro, uma cerimônia fúnebre mais grandiosa foi realizada, na qual dignitários de dezessete países compareceram. Uma delegação da Liga das Nações também estava presente no cortejo fúnebre. O cortejo com o caixão de Atatürk coberto pela bandeira em um armão puxado por cavalos foi preparado no Museu de Etnografia de Ancara, escoltado também por nove destacamentos armados de nações estrangeiras, entre eles guardas de honra britânicos, iranianos e iugoslavos.

## Transferência para Anıtkabir

### Local de descanso temporário
Chegando ao Museu Etnográfico de Ancara, o caixão de Atatürk foi colocado dentro de um sarcófago de mármore branco especialmente construído junto com a bandeira turca.
As autoridades planejaram um mausoléu monumental para Atatürk na colina mais alta de Ancara, Rasattepe, como era chamada naquela época. Durante os quinze anos necessários para a construção do mausoléu, o Museu Etnográfico de Ancara se tornou o local de descanso temporário de Atatürk.

### Local de descanso final

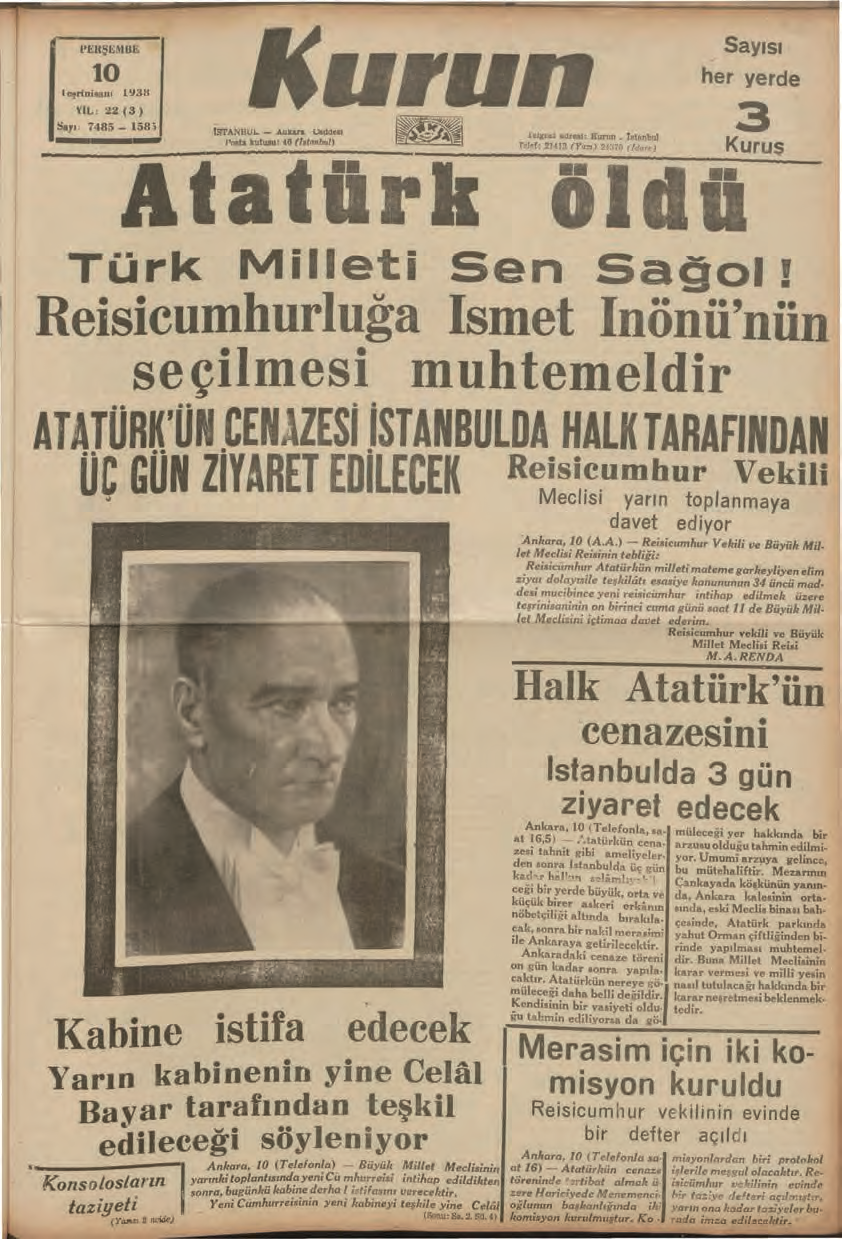
Edição do Kurun de 10 de novembro de 1938 anunciando a morte do presidente Mustafa Kemal Atatürk

Após a conclusão de Anıtkabır em 1953, seu sarcófago foi aberto e seu caixão foi retirado com a ajuda de um guindaste na presença de sua irmã Makbule Atadan, do presidente Celal Bayar, do presidente do parlamento Refik Koraltan, do primeiro-ministro Adnan Menderes, do chefe do Estado-Maior Nuri Yamut, de Abdülhalik Renda e alguns outros altos funcionários. O caixão foi colocado em um catafalco. O patologista Prof. Kamile Şevki Mutlu da Faculdade de Medicina da Universidade de Ancara foi encarregado por Kemal Aygün, o governador de Ancara, com a abertura do caixão, a inspeção dos restos mortais e a supervisão dos preparativos para o enterro subsequente, o que é exigido pelos costumes tradicionais funerários. Em 9 de novembro, seus colegas Dr. Cahit Özen e Dr. Şeref Yazgan e dez professores da escola técnica profissionalizante o auxiliaram nessa operação com a presença de altos funcionários do Estado.
Após a abertura do revestimento de zinco do caixão, um saco plástico marrom contendo seus restos mortais apareceu apoiado por talas de madeira. Após a remoção do saco plástico e da mortalha dentro envolvendo seu corpo, foi visto que o corpo de Atatürk permaneceu intacto e sem putrefação graças ao embalsamamento perfeito pelo Prof. Lütfi Aksu, que morreu em 1951. Uma amostra do produto químico de embalsamamento usado foi encontrada no caixão em uma garrafa lacrada, etiquetada com a descrição do produto químico.
Os dignitários presentes subiram um por um até o catafalco e olharam para o rosto de Atatürk. Seguindo o conselho de Mutlu, o caixão foi fechado novamente após o tratamento dos restos mortais com um fixador especial e envolto em mortalha novamente.
Em 10 de novembro, o 15º aniversário da morte de Atatürk, seu caixão coberto pela bandeira foi retirado do Museu de Etnografia e carregado nos ombros de doze soldados para um armão. 138 jovens oficiais da reserva em uma procissão que se estendeu por duas milhas (3 km), incluindo o presidente, o primeiro-ministro, todos os ministros do gabinete, todos os deputados parlamentares, todos os governadores provinciais e todos os diplomatas estrangeiros, enquanto ao mesmo tempo 21 milhões de turcos permaneceram em silêncio e imóveis por cinco minutos em todo o país. Um almirante guardava uma almofada de veludo que ostentava a Medalha da Independência; a única decoração, entre muitas outras mantidas, que Atatürk preferia usar. O Pai dos Turcos finalmente veio descansar em seu mausoléu, o Anıtkabir. Um oficial observou:

Eu estava em serviço ativo durante seu funeral, quando derramei lágrimas amargas na finalidade da morte. Hoje não estou triste, pois 15 anos me ensinaram que Atatürk nunca morrerá.
No cortejo, os líderes de diferentes comunidades religiosas da Turquia, como o Patriarca Armênio, o Patriarca Ortodoxo Grego, o Bispo Católico Romano e o Rabino-Chefe Judeu marcharam junto com o presidente muçulmano dos Assuntos Religiosos da Turquia.